# Гура-Кальвария
Гура-Кальвария (пол. Góra Kalwaria) — город в Польше, входит в Мазовецкое воеводство, Пясечинский повят; расположен на берегу реки Вислы. Имеет статус городско-сельской гмины. Население 11 100 человек (на 1992 год).

## История
Этимология названия: Гора Голгофа, от лат. Calvaria — Голгофа.
Из Гуры-Кальварии происходит одна из самых известных хасидских династий — гурских хасидов.
В конце XIX века — посад в Варшавской губернии с населением 3140 жителей.
В начале XX века город являлся крупным центром скорняжного и кузнечного дела. В 1925 году здесь открылась фабрика оружия и оборудования для фехтования «Szermierz» («Фехтовальщик»), которая просуществовала до начала Второй мировой войны. После войны, на её базе была создана «Фабрика туристических и спортивных товаров Polsport sp. z o.o. в Гура-Кальварии», производящая продукцию по сей день.

## Известные уроженцы
- Мессинг, Вольф Григорьевич (1899—1974) — советский и польский гипнотизёр.
- Ильин, Модест Михайлович (1889—1967) — советский ботаник, автор множества работ по флоре Средней Азии.
- Левин, Ицхак Меир (1893—1971) — израильский и польский религиозный и политический деятель, один из основателей Государства Израиль.
- Альтер, Авраам Мордехай (1866—1948) — третий цадик из хасидской династии Гер.